# Parentia cardaleae
Parentia cardaleae är en tvåvingeart som beskrevs av Daniel J. Bickel 1994. Parentia cardaleae ingår i släktet Parentia och familjen styltflugor. Inga underarter finns listade i Catalogue of Life.